# Espace urbain de Lorient-Vannes
L'espace urbain de Lorient-Vannes est un espace urbain constitué autour des villes de Lorient, Vannes et Auray dans le département du Morbihan et de Quimperlé dans le département du Finistère (code Insee : 1O). Par la population, c'est le 15e des 96 espaces urbains français. En 1999, sa population était d’environ 376 000 habitants sur une superficie de 1 828,20 km2.

## Caractéristiques
Dans les limites définies en 1999 par l'Insee, l'espace urbain de Lorient-Vannes est un espace urbain multipolaire composé de 4 aires urbaines et de 13 communes multipolarisées, dont 4 sont des communes urbaines. Il comprend au total 75 communes.

## Tableau synthétique de l’espace urbain de Lorient-Vannes
| Zonage                   | Nombre de communes | Population (2007) | Superficie (km²) | Densité (hab./km²) |
| ------------------------ | ------------------ | ----------------- | ---------------- | ------------------ |
| Aires urbaines           | 62                 | 368 325           | 1287.1           | 286.17             |
| Lorient                  | 24                 | 192 588           | 500.44           | 384.84             |
| Vannes                   | 30                 | 134 892           | 615.13           | 219.29             |
| Auray                    | 3                  | 23 266            | 73,97            | 314.53             |
| Quimperlé                | 5                  | 19 377            | 97,6             | 180.11             |
| Communes multipolarisées | 13                 | 41 236            | 482,96           | 85.38              |
| Total                    | 75                 | 409 561           | 1770.06          | 231.38             |

## Les communes multipolarisées
| Code Insee | Commune             | Type            | Département | Population (2007) | Superficie (km²) | Densité (hab./km²) |
| ---------- | ------------------- | --------------- | ----------- | ----------------- | ---------------- | ------------------ |
| 29002      | Arzano              | Commune rurale  | Finistère   | +1 363,           | +000 00034,      | +00040,04          |
| 56262      | Le Bono             | Commune rurale  | Morbihan    | +2 148,           | +0 000 0006,     | +00360,4           |
| 29031      | Clohars-Carnoët     | Commune urbaine | Finistère   | +3 971,           | +000 00035,      | +00114,01          |
| 56046      | Crach               | Commune rurale  | Morbihan    | +3 260,           | +000 00031,      | +00106,75          |
| 56067      | Grand-Champ         | Commune urbaine | Morbihan    | +4 754,           | +000 00067,      | +00070,6           |
| 29071      | Guilligomarc'h      | Commune rurale  | Finistère   | +0657,            | +000 00023,      | +00028,88          |
| 56096      | Landaul             | Commune rurale  | Morbihan    | +1 789,           | +000 00017,      | +00103,11          |
| 56097      | Landévant           | Commune rurale  | Morbihan    | +2 798,           | +000 00022,      | +00125,25          |
| 56101      | Languidic           | Commune urbaine | Morbihan    | +7 175,           | +00 000109,      | +00065,78          |
| 56166      | Plouay              | Commune urbaine | Morbihan    | +5 230,           | +000 00067,      | +00077,68          |
| 56175      | Plumergat           | Commune rurale  | Morbihan    | +3 232,           | +000 00042,      | +00077,06          |
| 29234      | Rédené              | Commune rurale  | Finistère   | +2 684,           | +000 00024,      | +00109,6           |
| 56263      | Sainte-Anne-d'Auray | Commune rurale  | Morbihan    | +2 175,           | +5,              | +00437,63          |
|            |                     |                 |             | 41 236            | 482,96           | 85,38              |